# Szaleństwo Almayera
Szaleństwo Almayera (ang. Almayer’s Folly: a Story of an Eastern River) – debiutancka powieść Josepha Conrada, wydana w 1895 w Londynie w wydawnictwie „T. Fisher Unwin”.
Pierwsze polskie wydanie książkowe, pod tytułem Fantazja Almayera: opowieść o Wschodniej Rzece ukazało się w 1923 nakładem Towarzystwa Wydawniczego „Ignis” w przekładzie Anieli Zagórskiej. W tłumaczeniu Zagórskiej pomagał początkowo Stanisław Ignacy Witkiewicz.

## Fabuła
Akcja powieści rozgrywa się w egzotycznej scenerii, w miejscach wzorowanych na autentycznych miejscowościach i pejzażach wyspy Borneo, gdzie osiadł główny bohater utworu, holenderski kupiec Kaspar Almayer, zajmujący się obecnie głównie handlem rzecznym.
Podobnie jak sceneria powieści także bohaterowie posiadali pierwowzory wśród osób, z którymi zetknął się Conrad w czasie swoich licznych egzotycznych podróży. Pierwowzorem Almayera był przedsiębiorca Olmeijer, którego Conrad napotkał podczas wizyt na Borneo.
Szaleństwo Almayera łączy w sobie elementy przygodowej powieści i romansu, w którym sposób przedstawienia głównych bohaterów podważał zasady przyjęte w czasach panowania Królowej Wiktorii, z ambiwalentną fascynacją odmiennymi kulturami, analizą wpływu tych kultur na wyobcowanych tam Europejczyków, zmaganiem się jednostki ze światem reprezentowanym przez siły natury. W powieści elementy te uosabia z jednej strony Nina, córka tytułowego bohatera, Kaspara Almayera, pół Europejka, pół Malajka oraz marzenie, tj. tytułowe szaleństwo bohatera, który w sercu dżungli pragnie zbudować ogromny dom według założeń architektury europejskiej, czym naraża się na śmieszność w lokalnym środowisku. Śmieszność i pogardę wywołuje również pragnienie Almayera, żyjącego wśród Malajów, zapewnienia ukochanej córce, Ninie, mimo iż ta jest niechętnie widzianą w towarzystwie pół-Malajką, statusu społecznego i majątku.
W wiecznie niedokończonym, popadającym w ruinę, nim został naprawdę zbudowany, domu krytycy doszukiwali się przede wszystkim metafory człowieka żyjącego na styku oddziaływania dwóch kultur, Zachodu i Wschodu, którym z tej racji targają sprzeczne ambicje i uczucia.
Początkowo przyjęte niezbyt gorąco przez krytyków Szaleństwo Almayera zyskało sobie jednak popularność wśród czytelników. Conrad w sposób atrakcyjny połączył ciekawą fabułę romansowo-przygodową, a nawet awanturniczą, z nurtującą go zawsze problematyką etyczną i egzystencjalną.
Debiutancka powieść Conrada stanowi znakomite preludium do jego w pełni dojrzałych literacko utworów, takich jak Smuga cienia, Murzyn z załogi „Narcyza”, Lord Jim czy Jądro ciemności.

## Ekranizacje
- La folie Almayer (1973), francuski film telewizyjny, reż. Vittorio Cottafavi, w rolach gł. Giorgio Albertazzi, Rosemary Dexter[6].
- Almayer’s Folly (2011), adaptacja powieści Szaleństwo Almayera, reż. Chantal Akerman[7],
- Hanyut (2012), malezyjska adaptacja powieści Szaleństwo Almayera, w rolach gł. Peter O’Brien, Sofia Jane[8].